# Сен-Сенфорьен-де-Теньер
Сен-Сенфорье́н-де-Тенье́р (фр. Saint-Symphorien-de-Thénières, окс. Sant Aforian) — коммуна во Франции, находится в регионе Окситания. Департамент — Аверон. Входит в состав кантона Сент-Аман-де-Кот. Округ коммуны — Родез.
Код INSEE коммуны — 12250.
Коммуна расположена приблизительно в 460 км к югу от Парижа, в 165 км северо-восточнее Тулузы, в 45 км к северу от Родеза.

## Население
Население коммуны на 2008 год составляло 246 человек.
| 1962 | 1968 | 1975 | 1982 | 1990 | 1999 | 2008 |
| ---- | ---- | ---- | ---- | ---- | ---- | ---- |
| 257  | 330  | 294  | 311  | 251  | 228  | 246  |

## Экономика

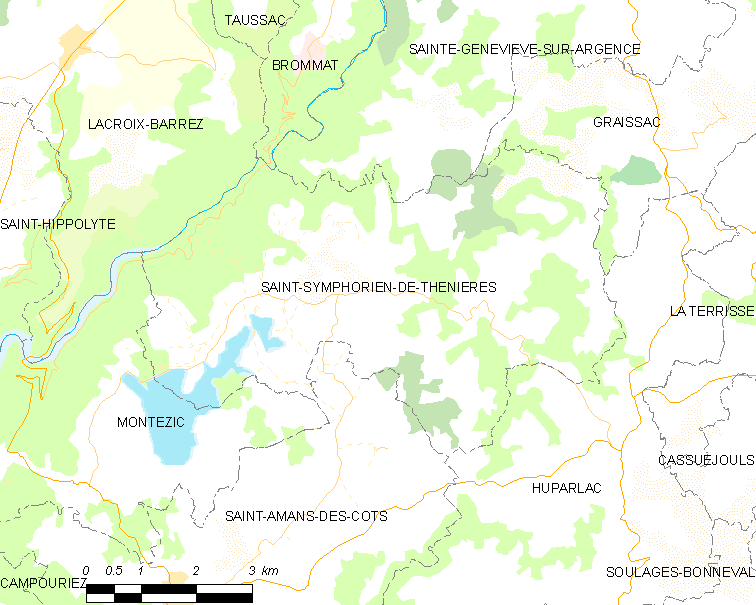
Карта коммуны

В 2007 году среди 131 человек в трудоспособном возрасте (15—64 лет) 98 были экономически активными, 33 — неактивными (показатель активности — 74,8 %, в 1999 году было 68,1 %). Из 98 активных работали 93 человека (54 мужчины и 39 женщин), безработных было 5 (2 мужчин и 3 женщины). Среди 33 неактивных 5 человек были учениками или студентами, 18 — пенсионерами, 10 были неактивными по другим причинам.

## Достопримечательности
- Церковь (XV—XVI века). Памятник истории с 1927 года[3]